# Sieneke
Sieneke Peeters (Nimega, 1 de abril de 1992) es una cantante neerlandesa. Fue la representante de los Países Bajos en el Festival de la Canción de Eurovisión 2010 con la canción Ik ben verliefd (Sha-la-lie), compuesta por Pierre Kartner.

## Trayectoria
Su carrera musical comenzó en 2007 con el lanzamiento de It's my dream, un CD con versiones de canciones de la década de 1980ty editado por un sello discográficoindependiente.
En 2010, y con el apoyo de la popular cantante schlager Marianne Weber, participó en la preselección de los Países Bajos (Nationaal Songfestival) para el Festival de Eurovisión, en la que el vencedor debía interpretar un tema compuesto por Pierre Kartner, Ik ben verliefd (Sha-la-lie). La intérprete se impuso sobre el grupo Loekz gracias al voto decisivo de Kartner, pues su estilo se ajustaba más a lo que él pedía. Cuando viajó a Oslo, sede de la final, Sieneke estaba finalizando una formación profesional de peluquería.
Ya en Eurovisión, los Países Bajos quedaron en decimocuarta posición de la segunda semifinal con 29 puntos, siendo eliminados de la final.
Gracias a su aparición en el concurso, Sieneke ha desarrollado una carrera artística profesional. En 2011 participó en el concurso Sterren Dansen Op Het IJs de la SBS 6, y en 2012 publicó su tercer disco, Eindeloos. Desde entonces ha publicado diversos sencillos bajo el sello discográfico Berk Music, especializado en schlager neerlandés.